# Microdytes trontelji
Microdytes trontelji är en skalbaggsart som beskrevs av Wewalka, Ribera och Michael Balke 2007. Microdytes trontelji ingår i släktet Microdytes och familjen dykare. Inga underarter finns listade i Catalogue of Life.